# Championnat de Finlande de football 1955
Navigation
Saison précédente Saison suivante
La saison 1955 du Championnat de Finlande de football était la 26e édition de la première division finlandaise à poule unique, la Mestaruussarja. Les dix meilleurs clubs du pays jouent les uns contre les autres à deux reprises durant la saison, à domicile et à l'extérieur. À la fin de la compétition, les 2 derniers du classement sont relégués et remplacés par les 2 meilleurs clubs d'Ykkonen, la deuxième division finlandaise.
C'est le KIF Helsinki qui remporte le titre cette saison en terminant en tête du championnat, avec deux points d'avance sur le Haka Valkeakoski -qui gagne la toute première édition de la Coupe de Finlande- et quatre sur le VIFK Vaasa. Le tenant du titre, le Pyrtivä Turku, ne termine que 7e, à 8 points du KIF, qui gagne là le tout premier titre de champion de Finlande de son histoire.

## Les 10 clubs participants
| - TuTo Turku - KoRe Kotka - Promu de Ykkonen - Pyrkivä Turku - VIFK Vaasa - KIF Helsinki | - HJK Helsinki - KTP Kotka - Haka Valkeakoski - VPS Vaasa - Promu de Ykkonen - KuPS Kuopio |

## Compétition

### Classement
Le barème de points servant à établir le classement se décompose ainsi :
- Victoire : 2 points
- Match nul : 1 point
- Défaite : 0 point

| Rang | Équipe             | Pts | J  | G  | N | P  | Bp | Bc | Diff |
| ---- | ------------------ | --- | -- | -- | - | -- | -- | -- | ---- |
| 1    | KIF Helsinki       | 26  | 18 | 9  | 7 | 2  | 36 | 19 | +17  |
| 2    | Haka Valkeakoski C | 23  | 18 | 10 | 3 | 5  | 41 | 27 | +14  |
| 3    | VIFK Vaasa         | 21  | 18 | 7  | 7 | 4  | 38 | 22 | +16  |
| 4    | KuPS Kuopio        | 20  | 18 | 7  | 6 | 5  | 38 | 21 | +17  |
| 5    | VPS Vaasa P        | 19  | 18 | 7  | 5 | 6  | 28 | 24 | +4   |
| 6    | KTP Kotka          | 17  | 18 | 5  | 7 | 6  | 32 | 24 | +8   |
| 7    | Pyrkivä Turku T    | 17  | 18 | 7  | 3 | 8  | 27 | 37 | -10  |
| 8    | HJK Helsinki       | 15  | 18 | 5  | 5 | 8  | 35 | 35 | 0    |
| 9    | TuTo Turku         | 15  | 18 | 6  | 3 | 9  | 26 | 36 | -10  |
| 10   | KoRe Kotka P       | 8   | 18 | 3  | 2 | 13 | 23 | 79 | -56  |

|  | Champion de Finlande 1955                                                               |
|  | Participation au barrage de relégation                                                  |
|  | Relégation en deuxième division                                                         |
|  | T Tenant du titre C Vainqueur de la Coupe de Finlande P Club promu de deuxième division |

### Matchs

#### Barrage de relégation
Le HJK Helsinki et le TuTo Turku ont terminé à égalité à la 8e place, la dernière permettant de se maintenir en Mestaruussarja. Un match de barrage est donc nécessaire pour départager les deux formations.
| Équipe 1     | Résultat | Équipe 2   |
| ------------ | -------- | ---------- |
| HJK Helsinki | 1 - 0    | TuTo Turku |

## Bilan de la saison
| Championnat de Finlande de football 1955 |                          |
| Champion                                 | KIF Helsinki (1er titre) |
| Coupes et trophées                       |                          |
| Vainqueur de la Coupe de Finlande 1955   | Haka Valkeakoski         |
| Promotions et relégations                |                          |
| Promus en Mestaruussarja                 | HPS Helsinki             |
| Promus en Mestaruussarja                 | IKissat Tampere          |
| Relégués en Ykkonen                      | KoRe Kotka               |
| Relégués en Ykkonen                      | TuTo Turku               |